# CD FILE 小泉今日子
『CD FILE 小泉今日子』（シーディー・ファイル こいずみきょうこ）は、小泉今日子の企画ベスト・アルバムシリーズ。1987年12月16日にVOL.1、VOL.2、VOL.3の3枚が、1989年3月21日にVOL.4が発売された。発売元はビクター音楽産業。

## 概要
タイトルに表されるように、CDのみの企画ベスト・アルバムのシリーズで、各ディスクにはシングルのA・B面曲が発売順に収められている。VOL.1にはデビュー・シングル「私の16才」から「まっ赤な女の子」までの5枚、VOL.2には「半分少女」から「ヤマトナデシコ七変化」までの5枚、VOL.3には「The Stardust Memory」から「100%男女交際」までの5枚、VOL.4には「夜明けのMEW」から「キスを止めないで」までの5枚のシングルA・B面曲が収録されている。
これまでに全部で4枚発売されているが、"あんみつ姫"名義で発売された「クライマックス御一緒に」や、12インチシングルの「ハートブレイカー」「ヤマトナデシコ七変化 (Long Version) 」「水のルージュ（DANCING MIX）」等の楽曲は収録されていない。

## アートワーク
VOL.1のジャケットにはシングル「まっ赤な女の子」の別カット、VOL.2のジャケットにはアルバム『WHISPER』の別カット、VOL.3のジャケットにはシングル「常夏娘」の別カット、VOL.4のジャケットにはシングル「水のルージュ」の別カット写真が使用されている。
ライナーノートには、それぞれのディスクに収録されているシングルのジャケット写真および、歌詞の部分をCDサイズに縮小したものが掲載されている。

## 収録曲

### CD

#### VOL.1
| #         | タイトル                   | 作詞         | 作曲           | 編曲       | 時間  |
| --------- | -------------------------- | ------------ | -------------- | ---------- | ----- |
| 1.        | 「私の16才」               | 真樹のり子   | たきのえいじ   | 神保正明   | 3:47  |
| 2.        | 「三色れもん」             | 荒木とよひさ | 鈴木キサブロー | 萩田光雄   | 3:26  |
| 3.        | 「素敵なラブリーボーイ」   | 千家和也     | 穂口雄右       | 矢野立美   | 2:53  |
| 4.        | 「恋のヒットチャートNo.1」 | 荒木とよひさ | 鈴木キサブロー | 船山基紀   | 3:15  |
| 5.        | 「ひとり街角」             | 三浦徳子     | 馬飼野康二     | 竜崎孝路   | 3:10  |
| 6.        | 「Teenageどりーむ」        | Hearts       | 鈴木キサブロー | 萩田光雄   | 3:32  |
| 7.        | 「春風の誘惑」             | 篠原ひとし   | 緑一二三       | 萩田光雄   | 3:02  |
| 8.        | 「真夜中のレッスン」       | 竜崎孝路     | はしだのりひこ | 萩田光雄   | 3:29  |
| 9.        | 「まっ赤な女の子」         | 康珍化       | 筒美京平       | 佐久間正英 | 3:28  |
| 10.       | 「午後のヒルサイドテラス」 | 秋元康       | 筒美京平       | 佐久間正英 | 2:45  |
| 合計時間: | 合計時間:                  | 合計時間:    | 合計時間:      | 合計時間:  | 32:47 |

#### VOL.2
| #         | タイトル                       | 作詞       | 作曲       | 編曲       | 時間  |
| --------- | ------------------------------ | ---------- | ---------- | ---------- | ----- |
| 1.        | 「半分少女」                   | 橋本淳     | 筒美京平   | 川村栄二   | 3:56  |
| 2.        | 「ココナッツ･ドリーム」        | 橋本淳     | 筒美京平   | 川村栄二   | 3:44  |
| 3.        | 「艶姿ナミダ娘」               | 康珍化     | 馬飼野康二 | 馬飼野康二 | 4:17  |
| 4.        | 「乱れるハート」               | 康珍化     | 馬飼野康二 | 馬飼野康二 | 4:30  |
| 5.        | 「渚のはいから人魚」           | 康珍化     | 馬飼野康二 | 馬飼野康二 | 4:09  |
| 6.        | 「風のマジカル」               | 湯川れい子 | NOBODY     | 鷺巣詩郎   | 4:10  |
| 7.        | 「迷宮のアンドローラ」         | 松本隆     | 筒美京平   | 船山基紀   | 3:28  |
| 8.        | 「DUNK (男区)」                | 松本隆     | 筒美京平   | 船山基紀   | 2:52  |
| 9.        | 「ヤマトナデシコ七変化」       | 康珍化     | 筒美京平   | 若草恵     | 3:16  |
| 10.       | 「ヨコハマ・スイート・レイン」 | 康珍化     | 筒美京平   | 若草恵     | 4:21  |
| 合計時間: | 合計時間:                      | 合計時間:  | 合計時間:  | 合計時間:  | 38:43 |

#### VOL.3
| #         | タイトル                   | 作詞               | 作曲       | 編曲       | 時間  |
| --------- | -------------------------- | ------------------ | ---------- | ---------- | ----- |
| 1.        | 「The Stardust Memory」    | 高見沢俊彦・高橋研 | 高見沢俊彦 | 井上鑑     | 3:53  |
| 2.        | 「涙のMyロンリーBoy」      | 高見沢俊彦・高橋研 | 高見沢俊彦 | 井上鑑     | 4:09  |
| 3.        | 「常夏娘」                 | 緑一二三           | 幸耕平     | 矢野立美   | 3:11  |
| 4.        | 「哀愁小町」               | 松本隆             | 馬飼野康二 | 馬飼野康二 | 4:07  |
| 5.        | 「魔女」                   | 松本隆             | 筒美京平   | 中村哲     | 4:36  |
| 6.        | 「気分はハートブレイク」   | 松本隆             | 筒美京平   | 中村哲     | 4:03  |
| 7.        | 「なんてったってアイドル」 | 秋元康             | 筒美京平   | 鷺巣詩郎   | 4:11  |
| 8.        | 「背徳の令嬢」             | 森雪之丞           | 中崎英也   | 船山基紀   | 3:51  |
| 9.        | 「100%男女交際」           | 麻生圭子           | 山崎稔     | 山川恵津子 | 3:55  |
| 10.       | 「自由な太陽」             | 荒木とよひさ       | 筒美京平   | 山川恵津子 | 4:08  |
| 合計時間: | 合計時間:                  | 合計時間:          | 合計時間:  | 合計時間:  | 40:04 |

#### VOL.4
| #         | タイトル                 | 作詞       | 作曲         | 編曲      | 時間  |
| --------- | ------------------------ | ---------- | ------------ | --------- | ----- |
| 1.        | 「夜明けのMEW」          | 秋元康     | 筒美京平     | 武部聡志  | 3:49  |
| 2.        | 「Non Non Non」          | 秋元康     | 筒美京平     | 武部聡志  | 3:28  |
| 3.        | 「木枯しに抱かれて」     | 高見沢俊彦 | 高見沢俊彦   | 井上鑑    | 3:44  |
| 4.        | 「Blueage Dream」        | 高見沢俊彦 | 高見沢俊彦   | 井上鑑    | 4:00  |
| 5.        | 「水のルージュ」         | 松本隆     | 筒美京平     | 大村雅朗  | 4:41  |
| 6.        | 「Kiss」                 | 松本隆     | 筒美京平     | 大村雅朗  | 4:12  |
| 7.        | 「Smile Again」          | 川村真澄   | 井上ヨシマサ | 土屋昌巳  | 4:26  |
| 8.        | 「天使になりたい」       | 川村真澄   | 井上ヨシマサ | 土屋昌巳  | 4:21  |
| 9.        | 「キスを止めないで」     | 秋元康     | 野村義男     | 米光亮    | 3:40  |
| 10.       | 「ベルベットボイスな夜」 | 野村義男   | 井上ヨシマサ | 米光亮    | 3:51  |
| 合計時間: | 合計時間:                | 合計時間:  | 合計時間:    | 合計時間: | 40:12 |